# Royale Rockers: The Reggae Sessions
Royale Rockers è un album musicale dei Casino Royale pubblicato nel 2008.

## Il disco
Contiene una antologia di undici brani del gruppo riarrangiati e risuonati in chiave reggae anni settanta. Su questo lp è presente un brano inedito "Cosmic Sound" in cui appare Michael Campbell in arte Mickey Dread storico conduttore radiofonico, cantante e produttore giamaicano che ha collaborato in passato con i The Clash.

## Tracce
1. Treno per Babilon - 4:27
2. Protect Me - 5:43
3. Prova - 5:21
4. Sempre più vicino - 5:13
5. Hi Fi - 5:04
6. Suona ancora - 5:04
7. Là sopra qualcuno ti ama - 5:17
8. Cose difficili - 4:59
9. Anno Zero - 4:49
10. Royale Sound - 5:45
11. Cosmic Sound - 3:22

## Formazione
- Alioscia "BBDai" Bisceglia: voce
- Michele "Pardo" Pauli: chitarra
- Patrick "Kikke" Benifei: tastiere, voce
- Alessio Manna: basso elettrico
- Gabriele "Rata" Biondi: melodica, percussioni
- Alessandro "Ale" Soresini: batteria